# U-1162
Unterseeboot 1162 foi um submarino alemão do Tipo VIIC, pertencente a Kriegsmarine que atuou durante a Segunda Guerra Mundial.

## Comandantes
| Comandante                  | Data                                           |
| --------------------------- | ---------------------------------------------- |
| Oblt. Dietrich Sachse       | 15 de setembro de 1943 - 1 de dezembro de 1943 |
| Oblt. Erich Krempl          | 2 de dezembro de 1943 - 8 de janeiro de 1945   |
| Kptlt. Klaus Euler          | 9 de janeiro de 1945 - 31 de março de 1945     |
| Kptlt. Hans-Heinrich Ketels | 1 de abril de 1945 - 5 de maio de 1945         |

## Subordinação
Durante o seu tempo de serviço, esteve subordinado às seguintes flotilhas:
| Período                                          | Flotilha                                      |
| ------------------------------------------------ | --------------------------------------------- |
| 15 de setembro de 1943 - 31 de janeiro de 1945   | 14. Unterseebootsflottille (treinamento)      |
| 1 de fevereiro de 1945 - 28 de fevereiro de 1945 | 18. Unterseebootsflottille (submarino escola) |
| 1 de março de 1945 - 5 de maio de 1945           | 5. Unterseebootsflottille (treinamento)       |